# Francis Shaughnessy
Francis John Shaughnessy junior (* 21. Juni 1911 in Roanoke, Virginia; † 12. Juni 1982 in Montréal, Québec) war ein US-amerikanisch-kanadischer Eishockeyspieler.  

## Karriere
Francis Shaughnessy besuchte die McGill University, für die er parallel zu seinem Studium Eishockey spielte. An den Winterspielen 1936 konnte der Kanadier mit US-amerikanischem Pass aufgrund seines Geburtsortes für die USA teilnehmen. Nach seiner Eishockey-Karriere arbeitete er zunächst für eine Telefongesellschaft. Über mehrere Jahrzehnte hinweg engagierte er sich in der Canadian Olympic Association und war in verschiedenen kanadischen Wintersportverbänden aktiv. 

### International
Für die USA nahm Shaughnessy an den Olympischen Winterspielen 1936 in Garmisch-Partenkirchen teil, bei denen er mit seiner Mannschaft die Bronzemedaille gewann.

## Erfolge und Auszeichnungen
- 1936 Bronzemedaille bei den Olympischen Winterspielen